# Lake Wiritoa
Der Lake Wiritoa ist ein See im Whanganui District der Region Manawatū-Whanganui auf der Nordinsel von Neuseeland.

## Geographie
Der Lake Wiritoa befindet sich rund 4,8 km südöstlich des Stadtkerns von Whanganui, rund 3,3 km nordöstlich der Küste zur Tasmansee und lediglich 630 m südsüdwestlich des New Zealand State Highway 3, der von Südosten kommend durch die Stadt Whanganui weiter nach Westnordwesten führt. Der See besitzt eine längliche Form, die einmal im Bogen von Osten über Westen, Süden und dann nach Ostsüdosten weist. Auf einer Höhe von 48 m liegend erstreckt sich der See über eine Länge von rund 1,78 km und deckt dabei eine Fläche von rund 22 Hektar ab. An der breitesten Stelle mist der See rund 390 m in Ost-West-Richtung. Die Uferlinie kommt auf eine Länge von rund 4,8 km.
Gespeist wird er See von zwei von Osten zulaufenden Bächen und vom ca. 225 m östlich und einen Meter höher liegenden Lake Pauri. Die Entwässerung des Sees findet an seiner südwestlichen Spitze über einen kleinen Bach in den Kaitoke Stream statt, der direkt in die Tasmansee mündet.
Rund 1,5 km nordwestlich befindet sich der zu der Ansammlung von einem Dutzend Seen gehörender Kaitoke Lake.